# Gaultheria longibracteolata
Gaultheria longibracteolata är en ljungväxtart som beskrevs av Rhui Cheng Fang. Gaultheria longibracteolata ingår i släktet Gaultheria och familjen ljungväxter. Inga underarter finns listade i Catalogue of Life.